# 江川侑斗
江川 侑斗（えがわ ゆうと、2001年6月29日 - ）は、大分県大分市出身のプロ野球選手（捕手・育成選手）。右投右打。東北楽天ゴールデンイーグルス所属。

## 経歴

### プロ入り前
小島よしおに憧れ、大分市立松岡小学校在学時に松岡少年野球クラブで野球を始める。大分中学校では大分明野シニアに所属し、MCYSA全米選手権大会日本代表にも選ばれた。
大分高校進学後、2年春からベンチ入り。2年夏の大分県大会は左翼手で先発出場するも初戦で敗れた。2年秋から捕手として活躍。第91回選抜高等学校野球大会では、初戦の松山聖陵高校戦で好リードを見せ、同校初の甲子園勝利に貢献。続く2回戦の水上桂擁する明石商高校戦では1安打放ったが、敗れた。3年夏の大分県大会では初戦の杵築高校に敗れた。
2019年のプロ野球ドラフト会議で、東北楽天ゴールデンイーグルスから育成1巡目で指名。支度金200万円、年俸230万円（金額は推定）という条件で入団した。背番号は137。

### 楽天時代
2020年は、二軍公式戦（イースタン・リーグ）3試合に出場し、2打数1安打という成績だった。
2021年は、二軍公式戦59試合に出場し、打率.286を記録。オフに現状維持となる推定年俸230万円で契約を更改した。
2022年は、二軍公式戦37試合に出場し、打率.215、0本塁打、8打点という成績だった。育成選手として入団後3シーズンが経過したため、規約に基づき10月31日に一旦自由契約となったが、11月9日に育成選手として再契約を結んだ。
2023年は二軍での出場が25試合に減少し、打率.170、9打点という成績にとどまった。
2024年は二軍で45試合に出場。本人曰く数字を気にしてしまい、なかなか打撃の状態が上向かず、最終的に打率.202、6打点という成績に終わった。

## 選手としての特徴・人物
巧みなリードと二塁送球1.8秒の強肩が持ち味の捕手。
目標とする選手に野村克也を挙げている。誕生日も一緒で、中学時代は野村の名言集を愛読。ドラフト直前にはS☆1で野村から「肩だけでプロへ行ける」と称賛された。

## 詳細情報

### 背番号
- 137（2020年[9] - ）

### 登場曲
- 『We are the one』DOBERMAN INFINITY（2020年）
- 『Step and a step』NiziU（2021年 - ）